# Sultan bin 'Abd al-'Aziz Al Sa'ud
Sulṭān bin ʿAbd al-ʿAzīz Āl Saʿūd, (in arabo سلطان بن عبد العزيز آل سعود‎?) (Riad, 5 gennaio 1928 – New York, 21 ottobre 2011), è stato un principe e politico saudita, membro della famiglia reale (Āl Saʿūd) ed erede designato al trono.
Ha occupato importanti posti politici come ministro della Difesa e dell'Aviazione saudita e primo vice-Primo Ministro. Dall'ascesa al trono del fratellastro ʿAbd Allāh fino alla propria morte è stato principe ereditario del regno.

## Primi anni di vita ed educazione
Sulṭān è nato a Riyad nel 1928, 12° figlio di re ʿAbd al-ʿAzīz. Sua madre era Ḥaṣṣa bt. Aḥmad al-Sudayrī. Era il secondo dei "sette Sudayrī". Sulṭān, insieme a molti dei suoi fratelli, ha ricevuto l'educazione primaria sulla religione, sulla cultura moderna e sulla diplomazia nella stessa corte reale.

## Prime esperienze
La sua carriera nel servizio pubblico ha avuto inizio nel 1940, quando fu nominato vice dell'allora governatore della Provincia di Riyad, Nāṣer. Nel 1947, il principe Sulṭān ha sostituito Nāṣer come governatore. Sulṭān ha anche assistito re ʿAbd al-ʿAzīz nel creare un sistema amministrativo nazionale basato sulla legge islamica della Sharīʿa. Nel 1947, il principe Sulṭān ha supervisionato la compagnia Saudi Aramco nella costruzione del collegamento ferroviario tra Dammam e Riad. È stato nominato prima ministro dell'Agricoltura nel 1954 e poi ministro dei Trasporti nel 1955.
Anche se la sua esperienza militare diretta è stata breve, fu a capo della Guardia Reale a Riyad nei primi anni '50 anche perché sentiva una profonda passione per il mondo militare e per la causa dell'indipendenza saudita dalla più tenera età. Il Maggior Generale Carl Von Horn, comandante svedese della missione di osservatori delle Nazioni Unite durante la guerra civile yemenita, ha descritto il principe Sulṭān come "un giovane volatile ed emozionale".

## Ministro della Difesa e dell'Aviazione
Nel 1963, re Saʿūd lo ha nominato ministro della Difesa e dell'Aviazione. Ha favorito lo sviluppo delle forze armate saudite. Durante il regno di re Fayṣal, il principe Sulṭān si è particolarmente interessato alla situazione nello Yemen. La sua influenza è diminuita sotto il regno di re Khalid.
Sulṭān ha acquistato carri armati statunitensi, aerei da combattimento, missili e AWACS (sistemi di allarme e di controllo in volo). Tuttavia, a causa dei problemi nell'assimilare le tecnologie all'interno delle sue forze armate, una percentuale relativamente elevata di materiale militare venne conservato in manutenzione, nonostante i 34 miliardi di dollari del bilancio della Difesa saudita spesi per il mantenimento di attrezzature militari. Sulṭān è presumibilmente diventato straordinariamente ricco, intascando tangenti da parte delle imprese occidentali che hanno ottenuto contratti di difesa per miliardi di dollari (anche se ciò non è mai stato verificato). È stato coinvolto in numerosi scandali, tra cui l'accordo di Al Yamamah. Tuttavia, la sua influenza negli affari di Stato rimase sempre molto alta fino a quando la sua salute cominciò a deteriorarsi. Durante il suo mandato, l'Arabia Saudita è diventata il maggior importatore di armi statunitensi. Era un forte sostenitore della collaborazione USA-Arabia.
Sulṭān ha anche autorizzato un accordo con la British Aircraft Corporation nel 1965. Il suo programma, denominato "Operazione Tappeto Magico", prevedeva l'acquisto per 16 milioni di sterline di sei English Electric Lightning, sei Hawker Hunter e una serie di lanciamissili, il tutto di seconda mano, per l'aeronautica militare. Geoffrey Edwards ha servito come intermediario ufficiale. Inoltre, alcuni piloti britannici si sono recati nel regno, con contratti privati. Il principe Sulṭān era esperto della situazione di guerra civile nello Yemen e della partecipazione sovietica nel Corno d'Africa nel 1985.
Nel 1996, il principe Sulṭān si oppose al Pentagono che prevedeva di trasferire le truppe americane in luoghi più sicuri dopo i bombardamenti subiti a Dhahran. Egli ha visitato l'Iran nel maggio 1999, prima visita ufficiale di un ministro saudita dal 1979.

## Secondo Vice Primo ministro
Il 13 giugno 1982, dopo la morte di re Khālid e l'ascesa al trono del fratello Fahd, il principe Sulṭān è stato nominato Secondo Vice Primo ministro. L'opposizione alla sua nomina è venuta in particolare da due fratellastri, Musāʿid e Bandar, ma anche dal principe ʿAbd Allāh, poi divenuto re, perché più anziani di lui. L'obiezione del principe Musāʿid era facile da essere trascurata in quanto suo figlio, Fayṣal b. Musāʿid, aveva assassinato re Faysal qualche anno prima. Tuttavia, gli interessi di Bandar erano molto più difficile da ignorare. Così, è stato compensato e la disputa è stata eliminata.
Nel dicembre 1995, il principe Sulṭān ha tentato di prendere il potere con il supporto degli ʿulamāʾ quando l'allora principe ereditario ʿAbd Allāh era in Oman per un vertice del Consiglio di cooperazione del Golfo. Tuttavia, il suo tentativo di colpo di Stato è fallito.

## Principe ereditario
Il 1º agosto 2005, Sulṭān è stato designato erede del trono, pur essendo in disaccordo con il re ʿAbd Allāh. Nello stesso periodo guidava il gruppo dei "sette Sudayrī", essendo il più anziano del gruppo dopo la morte del fratello Fahd.

## Posizioni varie
Il principe Sulṭān era Ispettore Generale dell'Arabia Saudita. È stato presidente del Consiglio di amministrazione della compagnia di bandiera dell'Arabia Saudita, la Saudi Arabian Airlines. Come presidente, ha approvato il provvedimento di divieto di fumo all'interno di tutti gli aeroporti sauditi. Nel 1986, ha fondato la Commissione nazionale saudita per la conservazione della selvaggina. È stato presidente del Consiglio superiore per gli affari islamici, che sostiene finanziariamente le comunità musulmane nel mondo.

### Premi scientifici sponsorizzati dal principe Sulṭān
- Premio Internazionale Principe Sulṭān b. ʿAbd al-ʿAzīz per l'acqua. Fu fondatore e patrono di questo premio scientifico internazionale bi-annuale per la ricerca dell'acqua creato nel 2002.[29][30]
- Cattedra Sulṭān b. ʿAbd al-ʿAzīz per l'ingegneria ambientale del Dipartimento di ingegneria civile dell'Università del petrolio e dei minerali re Fahd. Prima cattedra dell'università.
- L'accordo scientifico tra il principe Sulṭān e l'Università di Oxford per la cooperazione accademica e culturale, che permette agli studenti sauditi di ottenere baccellierati, master e dottorati nel campo delle scienze umane.[31]

## Opere di carità
Una organizzazione di beneficenza senza scopo di lucro, la "Fondazione Sulṭān b. ʿAbd al-ʿAzīz Āl Saʿūd", è stata istituita e finanziata dal principe Sulṭān nel 1995 per obiettivi sociali. La fondazione comprende i seguenti centri in diversi paesi:
- Città umanitaria Sulṭān b. ʿAbd al-ʿAzīz[32][33]
  - Centro scientifico e tecnologico "Sulṭān b. ʿAbd al-ʿAzīz"
  - Progetti di edilizia popolare
  - Programma speciale di educazione "Sulṭān b. ʿAbd al-ʿAzīz" presso l'Università del Golfo Arabo in Bahrein
  - Centro per la lingua e l'udito "Principe Sulṭān" in Bahrain
  - Centro interdipartimentale di Studi Islamici "Re ʿAbd al-ʿAzīz" presso l'Università di Bologna
  - Programma di studi arabi e islamici "Sulṭān bin ʿAbd al-ʿAzīz" presso l'Università della California - Berkeley
- Comitato per il soccorso "Principe Sulṭān bin ʿAbd al-ʿAzīz".

Questo comitato privato organizza cure e convogli medici e per combattere malattie come la malaria e la cecità. Ha curato numerosi progetti di sviluppo, sociali e medici, come lo scavo di pozzi, la costruzione di scuole, biblioteche pubbliche, moschee, ospedali e centri di dialisi. È anche sponsor di predicatori musulmani in Etiopia, Ciad, Niger, Malawi, Mali, Isole Comore, Gibuti e Indonesia.

## Polemiche
Nel 2002, le famiglie delle vittime degli attentati dell'11 settembre hanno citato in giudizio il principe Sulṭān e altri alti funzionari sauditi per i loro presunti contributi a al-Qāʿida. Le istanze sono stati rigettate da un giudice federale degli Stati Uniti per insufficienza di prove presentate.

## Donazioni
Nell'aprile 2005, Sulṭān ha donato 2.000.000 di sterline all'Ashmolean Museum. Questa è considerata come una delle donazioni più controverse che l'Università di Oxford abbia mai ricevuto. Un anno dopo la donazione l'università ha deciso di "accelerare" il processo di richiesta di borse di studio per gli studenti sauditi, dieci studenti identificati dall'Università Principe Sultan (PSU). Quando questa disposizione è diventata pubblica, ha portato a critiche da parte di docenti e studenti affermando che non era giusto bypassare il Consiglio direttivo, violando il processo di ammissione per i futuri studenti.
Un comunicato dell'università ha affermato che la nuova galleria, che fa parte dell'ambizioso progetto di riqualificazione di uno dei musei più antichi del mondo, sarà chiamata "Galleria Principe Sulṭān b. ʿAbd al-ʿAzīz Āl Saʿūd". Arab News del 21 aprile 2005 ha riferito che "la donazione del principe serviva a promuovere la comprensione tra l'Islam e l'Occidente", aggiungendo che i funzionari sauditi e britannici avevano affermato "che la nuova galleria contribuirà a ritrarre la cultura e la civiltà islamica nella giusta prospettiva".

## Vita personale
Il principe Sulṭān b. ʿAbd al-ʿAzīz ha avuto trentadue figli dalle sue numerose mogli. Il figlio maggiore, Khālid, dopo la morte del principe Sulṭān, è stato nominato vice-ministro della Difesa, rimanendo in carica fino al 20 aprile 2013. Bandar è stato il segretario generale del Consiglio di sicurezza nazionale dal 2005, e Direttore Generale della Presidenza Generale dell'Intelligence dal 19 luglio 2012. Fahd è governatore della provincia di Tabuk. Salmān, un altro figlio, è stato vice-ministro della Difesa dall'agosto 2013 al maggio 2014. Fayṣal (nato nel 1951) è segretario generale della Fondazione Sulṭān b. ʿAbd al-ʿAzīz.
Altri figli sono Turkī (1959 - 2012), Nāyef (nato nel 1979), Badr (nato nel 1980), Muḥammad, Saʿūd, Aḥmad, Nawwāf, ʿAbd Allāh, Mishʿal, Manṣūr, Fawwāz, ʿAbd al-Majīd e ʿAbd al-Ilāh.
Il principe Sulṭān aveva quindici figlie, la prima delle quali è Nawf. Una delle sue figlie, Rīma, è sposata con il principe ereditario Muḥammad b. Nāyef. Nūra bt. Sulṭān, è sposata con Turkī b. Nāṣer. Un'altra figlia, Munīra era sposata con Fayṣal b. Fahd, morto nel 1999.
Di seguito riportiamo una tabella con l'elenco delle mogli e dei figli avuti da ciascuna di esse:
| Moglie                                                                            | Figli avuti da lei |
| --------------------------------------------------------------------------------- | --- |
| Principessa Munīra bint ʿAbd al-ʿAzīz b. Musāʿid Āl Saʿūd (deceduta)              | Principe Khālid, comandante delle forze armate della coalizione durante la prima guerra del Golfo (1990-1991) - Principe Fahd - Principe Turkī - Principe Fayṣal - Principessa Nawf - Principessa Jawāhir - Principessa al-Bundarī - Principessa Luʾluʾa - Principessa Laṭīfa |
| Principessa Mūḍa bt. Saʿd al-kabīr Āl Saʿūd                                       | |
| al-Khayzurān                                                                      | Principe Bandar, ambasciatore nel Regno Unito dal 2005, dopo essere stato ambasciatore negli USA (1983-2005) |
| Principessa Hodā bt. ʿAbd Allāh b. Muḥammad Āl Shaykh                             | Principe Nāʾif - Principe Badr - Principe Saʿūd - Principe Muḥammad - Principe Nawāf - Principe Manṣūr - Principe ʿAbd Allāh - Principessa al-ʿAnūd |
| Principessa Munīra bt. Mash'al b. Sa'ūd al-Rashīd (deceduta)                      | alias Principessa Nūra - Principessa Munīra |
| Principessa Laylā bt. Thaniyān Āl Saʿūd (ripudiata)                               | Principessa ʿUtāb - Principessa Rayma - Principessa Sāra |
| Principessa Ṣayfa bt. Juwayʿid al-Dāmir (ripudiata)                               | Principe Salmān |
| Principessa al-Bandarī bt. Ṣanat b. Banīn al-Diyābī al-ʿUtaybī (ripudiata)        | Principe Aḥmad |
| Principessa Haṣṣa bt. Muḥammad b. ʿAbd al-ʿAzīz b. Turkī Āl Saʿūd (ripudiata)     | Principessa Daʿad |
| Principessa Jawāhir bt. Muḥammad b. Saʿūd b. Nāṣir al-Farḥān Āl Saʿūd (ripudiata) | Principessa Dīmā |
| Principessa Nawāl al-Kaḥīmī (ripudiata)                                           | Principessa ʿAbīr |
| Principessa Mūḍā bt. Salmān al-Mandīl al-Khālidī (ripudiata)                      | Principe Mashʿal - Principessa Mashāʿil |
| Principessa ʿAbīr bt. Fahd al-Fayṣal al-Farḥān Āl Saʿūd (ripudiata)               | Principe Fawāz |
| Principessa Arīj bt. Sālim al-Murrī                                               | Principe ʿAbd al-Ilāh - Principe ʿAbd al-Majīd |
| Principessa al-Jāzī bt. Muḥammad b. Fahd al-Shabīkī (ripudiata)                   | |
| Principessa Ghadīr bt. Shaʿwān al-Shaybānī (ripudiata)                            | |
| Principessa Muhā bt. ʿAbd Allāh al-Bunyān (ripudiata)                             | |

## Caratteristiche
Il principe Sulṭān è stato considerato come maniaco del lavoro con una reputazione che lo ha fatto indicare come "l'epitome della corruzione" (anche se ciò non è mai stato verificato). Le sue spese sontuose erano leggendarie: egli donò molti soldi per banchetti in linea con la consuetudine tribale. Conservatore, ci si aspettava, se fosse divenuto re, che avrebbe messo un freno alle timide riforme intraprese da re ʿAbd Allāh, anche se era considerato filo-americano.

## Opinioni
Sulṭān ha avuto opinioni anti-comuniste e anti-sovietiche, basate sull'avversione personale per l'ateismo di Stato, e per l'interesse sovietico al petrolio del Golfo (Persico) e all'accesso ai porti che sentiva avrebbero messo in rischio l'indipendenza saudita. Egli rimproverò Presidente degli Stati Uniti Jimmy Carter per quella che considerava "pusillanimità" di fronte alla guerra sovietico-afghana.
In un'intervista del 23 ottobre 2001 sul quotidiano kuwaitiano al-Siyāsa (La politica), concernente gli attacchi dell'11 settembre, Sulṭān ha dichiarato: "Chi sta dietro questo a terrorismo e ha effettuato questa complicata e attentamente pianificata operazione terroristica? Osama bin Laden e quelli che con lui hanno detto che ciò che sta dietro a questo atto è attentamente pianificato. Noi, a nostra volta, chiediamo: sono Bin Laden e i suoi sostenitori gli unici che stanno dietro a ciò che è accaduto o c'è un altro potere con competenza tecnica avanzata che ha agito con loro?".

## Ricchezza
La ricchezza del principe Sulṭān, nel 1990 è stata calcolata in $ 1,2 miliardi. Più tardi, la sua fortuna è stata stimata a 270 miliardi di dollari, che ha distribuito tra i suoi figli prima della morte nel mese di ottobre 2011 al fine di sostenere la loro posizione politica nella competitiva arena principesca.

## Problemi di salute
È stato riferito che il principe Sulṭān aveva sofferto di cancro al colon nel 2003. Un corrispondente straniero è stato costretto a lasciare il paese dopo aver segnalato i suoi problemi di salute.
Nel 2004, gli è stato effettivamente diagnosticato un cancro al colon e ha subito diversi interventi chirurgici correttivi. Ha subito un'operazione per rimuovere un polipo intestinale a Jedda nel 2005. Il principe Sulṭān è stato ricoverato in una clinica svizzera alla fine di aprile del 2008. Nell'aprile 2009, cominciò a soffrire della malattia di Alzheimer.
In un documento diplomatico divulgato da Wikileaks i diplomatici americani hanno dichiarato che hanno visto il Principe Sulṭān come "a tutti gli effetti incapace", e che probabilmente soffriva di demenza senile, in particolare del morbo di Alzheimer.

### Vacanza in Marocco
Nel febbraio 2009, il principe ha trascorso diversi mesi a New York al New York-Presbyterian Hospital per subire un intervento chirurgico. Ha poi trascorso il periodo di convalescenza ad Agadir, in Marocco. Tornò in Arabia Saudita, ma ben presto ritornò in Marocco, nel mese di agosto 2009. Durante la sua assenza, gli ufficiali sauditi hanno visto aumentata la loro retribuzione ufficiale.
Nel 2009, re ʿAbd Allāah si è assunto la responsabilità di tutti gli acquisti militari e ha ridotto il potere del Ministero della Difesa. Nel mese di ottobre 2010, il sovrano ha condotto personalmente gran parte delle trattative per l'acquisto di un pacchetto di armi dagli Stati Uniti per un valore di oltre 60 miliardi di dollari.
Nel novembre 2010, Sulṭān ha ricevuto il Primo ministro libanese Saʿd Ḥarīrī per discutere del futuro del governo del Libano. Egli era in cura dal 2009 per quello che gli analisti e i diplomatici credevano fosse un cancro. Alla fine di novembre del 2010, tornò in Arabia Saudita perché il re era partito per gli Stati Uniti per un intervento chirurgico. Il suo ritorno è stato visto come una formalità giuridica, necessaria a norma del diritto saudita, che stabilisce che solo uno dei primi due funzionari del regno può essere all'estero in un determinato momento.

## Morte e funerale
La corte reale saudita ha annunciato il 22 ottobre 2011, che il principe Sulṭān era morto all'alba di una malattia non specificata. Secondo i media, il principe Sulṭān stava combattendo contro un cancro e aveva cercato cure mediche negli Stati Uniti dalla metà del giugno 2011. Aveva infatti subito un intervento chirurgico a New York nel luglio 2011. Funzionari americani non citati dal The New York Times hanno dichiarato che morì al New York-Presbyterian Hospital di Manhattan.
Il suo corpo è stato trasportato da New York a Riyad il 24 ottobre 2011. Il funerale si è tenuto nella moschea Imām Turkī bin ʿAbd Allāh di Riyad il giorno seguente alla presenza di re ʿAbd Allāh. Fu sepolto nel cimitero al-'Ud di Riyad.
Vari leader, tra cui il presidente dell'Afghanistan Hamid Karzai, il Vicepresidente della Siria Faruq al-Shara', il ministro degli Esteri iraniano e il Presidente del Consiglio supremo delle forze armate dell'Egitto Moḥammed Ḥoseyn Ṭanṭāwī, hanno partecipato al funerale. Inoltre, altri statisti sono andati a Riyad per offrire le loro condoglianze, come il vicepresidente statunitense Joe Biden, il presidente pakistano Asif Ali Zardari e il primo ministro malese Najib Razak.

## Albero genealogico
|                                 |                              |                             | Genitori                           |  |  | Nonni |  |  | Bisnonni        |  |  | Trisnonni                     |  |
|                                 |                              |                             |                                    |  |  |       |  |  | Fayṣal Āl Saʿūd |  |  | Turkī bin ʿAbd Allāh Āl Saʿūd |  |
|                                 |                              |                             |                                    |  |  |       |  |  | Fayṣal Āl Saʿūd |  |  | Turkī bin ʿAbd Allāh Āl Saʿūd |  |
|                                 |                              | Hia bint Ḥamad Tamīmī       |                                    |  |  |       |  |  | Fayṣal Āl Saʿūd |  |  |                               |  |
| ʿAbd al-Raḥmān Āl Saʿūd         |                              |                             |                                    |  |  |       |  |  | Fayṣal Āl Saʿūd |  |  |                               |  |
|                                 |                              | Sāra bint Misharī Āl Saʿūd  | Misharī b. ʿAbd al-Raḥmān b. Saʿūd |  |  |       |  |  |                 |  |  |                               |  |
|                                 |                              | Sāra bint Misharī Āl Saʿūd  | Misharī b. ʿAbd al-Raḥmān b. Saʿūd |  |  |       |  |  |                 |  |  |                               |  |
|                                 |                              | Sāra bint Misharī Āl Saʿūd  | …                                  |  |  |       |  |  |                 |  |  |                               |  |
| Abd al-Aziz dell'Arabia Saudita |                              | Sāra bint Misharī Āl Saʿūd  |                                    |  |  |       |  |  |                 |  |  |                               |  |
|                                 |                              | Aḥmad al-Kabīr al-Sudayrī   | Muḥammad b. Turkī al-Sudayrī       |  |  |       |  |  |                 |  |  |                               |  |
|                                 |                              | Aḥmad al-Kabīr al-Sudayrī   | Muḥammad b. Turkī al-Sudayrī       |  |  |       |  |  |                 |  |  |                               |  |
|                                 |                              | Aḥmad al-Kabīr al-Sudayrī   | …                                  |  |  |       |  |  |                 |  |  |                               |  |
| Sāra bint Aḥmad al-Sudayrī      |                              | Aḥmad al-Kabīr al-Sudayrī   |                                    |  |  |       |  |  |                 |  |  |                               |  |
|                                 |                              | …                           | …                                  |  |  |       |  |  |                 |  |  |                               |  |
|                                 |                              | …                           | …                                  |  |  |       |  |  |                 |  |  |                               |  |
|                                 |                              | …                           | …                                  |  |  |       |  |  |                 |  |  |                               |  |
| Sultan dell'Arabia Saudita      |                              | …                           |                                    |  |  |       |  |  |                 |  |  |                               |  |
|                                 | Muḥammad al-Kabīr al-Sudayrī | Aḥmad al-Kabīr al-Sudayrī * |                                    |  |  |       |  |  |                 |  |  |                               |  |
|                                 | Muḥammad al-Kabīr al-Sudayrī | Aḥmad al-Kabīr al-Sudayrī * |                                    |  |  |       |  |  |                 |  |  |                               |  |
|                                 | Muḥammad al-Kabīr al-Sudayrī | …                           |                                    |  |  |       |  |  |                 |  |  |                               |  |
| Aḥmad al-Sudayrī                | Muḥammad al-Kabīr al-Sudayrī |                             |                                    |  |  |       |  |  |                 |  |  |                               |  |
|                                 |                              | …                           | …                                  |  |  |       |  |  |                 |  |  |                               |  |
|                                 |                              | …                           | …                                  |  |  |       |  |  |                 |  |  |                               |  |
|                                 |                              | …                           | …                                  |  |  |       |  |  |                 |  |  |                               |  |
| Ḥaṣṣa bt. Aḥmad al-Sudayrī      |                              | …                           |                                    |  |  |       |  |  |                 |  |  |                               |  |
|                                 |                              | ʿAlī b. Muḥammad al-Suwaydī | Muḥammad al-Suwaydī                |  |  |       |  |  |                 |  |  |                               |  |
|                                 |                              | ʿAlī b. Muḥammad al-Suwaydī | Muḥammad al-Suwaydī                |  |  |       |  |  |                 |  |  |                               |  |
|                                 |                              | ʿAlī b. Muḥammad al-Suwaydī | …                                  |  |  |       |  |  |                 |  |  |                               |  |
| Sharīfa al-Suwaydī              |                              | ʿAlī b. Muḥammad al-Suwaydī |                                    |  |  |       |  |  |                 |  |  |                               |  |
|                                 |                              | …                           | …                                  |  |  |       |  |  |                 |  |  |                               |  |
|                                 |                              | …                           | …                                  |  |  |       |  |  |                 |  |  |                               |  |
|                                 |                              | …                           | …                                  |  |  |       |  |  |                 |  |  |                               |  |
|                                 |                              | …                           |                                    |  |  |       |  |  |                 |  |  |                               |  |